# Alfhild Kallstenius-Åhman
Alfhild Chaerlotte Kallstenius-Åhman, född 7 juli 1921 i Flädie, Malmöhus län, död 2013, var en svensk målare och tecknare. 
Hon var dotter till tonsättaren Edvin Kallstenius och Thoma Charlotte Brant och från 1947 gift med lantarbetaren Pehr Gustaf Åhman. Hon studerade vid Otte Skölds målarskola i Stockholm och vid Konsthögskolan 1944-1947. Hon medverkade i Liljevalchs vårsalonger. Bland hennes offentliga arbeten märks utsmyckningar för Österåker skola, församlingssalen i Hedvig Eleonora, Stockholm och Danderyds sjukhus. Hennes konst består av målade färgstarka landskap, figurer och porträttskildringar i olja eller blyerts samt arbeten i collage.